# 188
| [ Edytuj tabelę ] |                        |
| Cesarz Chin       | - 168 Han Lingdi 189   |
| Władca Korei      | - 179 Kogukch’ŏn 197   |
| Papież            | - 175 Eleuteriusz 189  |
| Król Partów       | - 147 Wologazes IV 191 |
| Cesarz Rzymu      | - 180 Kommodus 192     |

Rok 188 / CLXXXVIII
stulecia: I wiek ~
II wiek ~
III wiek

lata: 178 «
183 «
184 «
185 «
186 «
187 «
188
» 189
» 190
» 191
» 192
» 193
» 198

## Urodzili się
- 4 kwietnia - Karakalla, cesarz rzymski w latach 211-217 (zm. 217)